# Tào Thực
Tào Thực (chữ Hán: 曹植, 192 - 27 tháng 12, 232), tự Tử Kiến (子建), còn được gọi là Đông A vương (東阿王), là một hoàng thân của Tào Ngụy thời Tam Quốc trong lịch sử Trung Quốc.
Ông là một người con của Tào Tháo và không được nhắc đến nhiều trong Tam Quốc Chí nhưng lại được ca ngợi trong Tam Quốc Diễn Nghĩa. Ông cùng người cha Tào Tháo và người anh Tào Phi, hợp xưng Tam Tào (三曹). Trong số 25 người con trai của Tào Tháo, ông không giỏi võ bằng Tào Phi, Tào Chương, trí tuệ không bằng Tào Xung, nhưng ông được biết đến nhiều vì là thần đồng thi phú, nổi tiếng với những giai thoại mâu thuẫn với Tào Phi.
Hậu thế về sau nhớ đến ông qua giai thoại Thất bộ thi (七步詩; bảy bước thành thơ), và một số tác phẩm cá nhân như Lạc Thần phú (洛神賦), Tặng Bạch Mã vương Bưu (贈白馬王彪), Khuê tình (閨情),...

## Tiểu sử
Tào Thực là người đất Bái, huyện Tiêu, nay thuộc Bạc Châu, An Huy, Trung Quốc, là con trai thứ ba của Tào Tháo với thiếp thất Biện phu nhân. Ông là em của Tào Phi và Tào Chương, được sinh ra ở thành Hán Quyên (漢鄄城; nay là Quyên Thành, Sơn Đông); có thuyết cho rằng ông được sinh ra ở Đông Vũ Dương (東武陽; nay là huyện Sân, Sơn Đông).
Theo giai thoại, Tào Tháo xem văn của Tào Thực, tỏ ý nghi ngờ liền hỏi: "Có phải con ta nhờ người khác làm không?". Tào Thực quỳ xuống nói: "Con xuất khẩu thành văn, hạ bút thành thơ, sao lại phải nhờ người khác làm hộ. Nếu phụ vương không tin thì cứ cho thử tại chỗ". Tào Tháo thử mấy lần, quả thấy Tào Thực tài hoa xuất chúng nên đặc biệt yêu quý.
Lúc Tào Tháo xây xong đài Đồng Tước thì Tào Thực chỉ khoảng 10 tuổi. Vậy mà, khi nghe cha ra lệnh các con làm thi phú để tán tụng, ông làm xong bài phú Đồng Tước đài phú (銅雀臺賦), khiến cha vừa mừng vừa kinh ngạc. Những chi tiết này không thấy được nhắc đến trong phần Nguỵ thư của Tam Quốc Chí.

## Thời niên thiếu
Tào Phi và Tào Thực vốn là hai anh em do Biện phu nhân sinh ra. Theo giai thoại, nhiều lần Tào Tháo muốn phong Tào Thực làm Vương Thái tử nối nghiệp nhưng vì có nhiều đại thần khuyên can không nên bỏ trưởng lập thứ nên mới không thực hiện việc đó. Tào Phi sợ địa vị Thái tử của mình không vững nên tìm mọi cách làm vừa lòng Tào Tháo. Có lần, Tào Tháo chuẩn bị ra trận, Tào Phi và Tào Thực đều tiễn đưa; trước lúc chia tay, Tào Thực ứng khẩu đọc một đoạn văn ca ngợi công đức Tào Tháo khiến mọi người nghe đều phục nức nở. Chuyện này cũng không được nhắc đến trong Tam Quốc Chí.
Có người ghé tai mách nước cho Tào Phi: "Đại Vương sắp xông pha chiến trận, Thái tử không nên dùng lời lẽ hào nhoáng mà cần tỏ tình cảm quyến luyến, buồn lo, như thế sẽ có hiệu quả hơn". Tào Phi nghe theo, nắm vạt áo Tào Tháo, sụt sùi cáo biệt, nhắc nhở phụ vương muôn ngàn lần nên bảo trọng thân thể nên Tào Tháo cũng cảm động rơi nước mắt.
Tào Thực trong một say rượu, sai đánh xe ngựa, tự mở Vương cung đi ra ngoài vi phạm quy định của vương cung. Tào Tháo nghe chuyện đó nổi giận liền xử viên quan giữ cửa Vương cung vào tội chết. Thậm chí say rượu cưỡi ngựa phi nước đại trên cấm đạo Tư Mã Môn khiến Tào Tháo nổi trận lôi đình.
Lại có lần, Tào Tháo cử Tào Thực đem quân xuất chinh. Tào Phi nghe tin, sai chuẩn bị sẵn tiệc rượu tiễn, mời Tào Thực uống say túy lúy. Một lát sau, Tào Tháo sai người đến giục Tào Thực lên đường nhưng mấy lần Tào Thực vẫn chưa tỉnh rượu nên Tào Tháo đành bãi bỏ việc sai Tào Thực cầm quân, vô cùng tức giận. Tất cả những sự việc đó khiến địa vị Vương thái tử của Tào Phi càng thêm vững chắc.

## Bị chèn ép
Năm Kiến An thứ 25 (220), Ngụy vương Tào Tháo mất, Vương thái tử Tào Phi được thừa kế địa vị Ngụy vương của cha. Không lâu sau, Hán Hiến Đế Lưu Hiệp bị ép thoái vị và nhường ngôi cho Tào Phi. Tào Thực và một số đại thần mặc áo tang khóc than cho nhà Hán, khiến Tào Phi rất giận.
Về sau, được mang tước Trần vương (陳王), nhưng trong khoảng thời gian hơn 10 năm, ông bị thuyên chuyển sáu lần và sống cuộc sống bình thường ở đất phong.
Năm Thái Hòa thứ 6 (232), ngày 27 tháng 12, Tào Thực mất ở Ngụy Trần (魏陳; nay là Hoài Dương, Hà Nam). Ông được ban thụy là Tư (思), vì vậy đời sau gọi ông là Trần Tư Vương (陳思王).
Một số ý kiến và suy đoán:
Theo Dịch Quân Tả, thì: 
"Tội nghiệp Tử Kiến phải chạy ngược chạy xuôi, lo buồn tiều tụy, không có được một ngày yên tĩnh, nghỉ ngơi, và ông mất trong sự buồn chán đó khi tuổi vừa 40".

## Tước vị
Tào Thực qua hai đời Ngụy Văn Đế Tào Phi và Ngụy Minh Đế Tào Duệ, giáng phong được phong nhiều lần, tổng 10 tước vị:
- Bình Nguyên hầu (平原侯; 211 - 214).
- Lâm Tri hầu (临菑侯; 214 - 221).
- An Hương hầu (安乡侯; 221).
- Quyên Thành hầu (鄄城侯; 222).
- Quyên Thành vương (鄄城王; 222 - 223).
- Ung Khâu vương (雍丘王; 223 - 227).
- Tuấn Nghi vương (浚仪王; 227 - 228).
- Ung Khâu vương (雍丘王; 228 - 229).
- Đông A vương (東阿王; 229 - 232).
- Trần vương (陳王; 232).

## Sự nghiệp văn chương

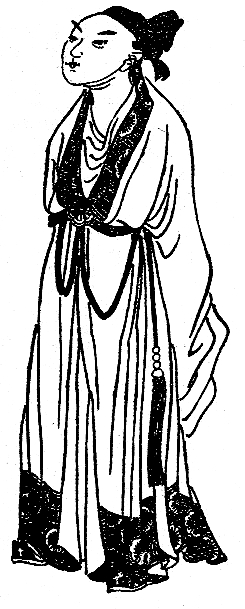
Tranh vẽ minh họa Tào Thực đời nhà Minh.

Tào Thực mất có để lại một tập thơ, được gọi là Trần Tư vương tập (陈思王集), gồm khoảng 80 bài thơ; hơn 40 bài từ, phú, tản văn và có thể làm hai thời kỳ:
- Buổi đầu; thơ Tào Thực thể hiện chí khí tiến thủ, khát vọng lập công như: Đông Chinh phú (東征賦; Bài phú chinh phạt phía Đông, tức Đông Ngô), Chinh Thục luận (征蜀論; Luận về việc đánh nước Thục)...
- Ở thời kỳ sau; vì bị anh và cháu chèn ép, nên thơ ông có chuyển biến rõ rệt. Thơ trở nên u uất bi thương, như: Dã điền hoàng tước hành (野田黃雀行; bài hành về con sẻ vàng ngoài cánh đồng), Hu ta thiên (吁嗟篇; Thiên tự than thân), Tặng Bạch Mã vương Bưu (贈白馬王彪)...

Tuy nhiên, do cảnh sống mà ông cũng có được một số tác phẩm phản ảnh được ít nhiều nỗi khổ của nhân dân trong cơn ly loạn, nhất là nỗi đau đớn của những người phụ nữ bất hạnh, như Khuê tình (閨情; tâm tình chốn phòng khuê), Khí phụ thi (棄婦詩; bài thơ về người vợ bị bỏ rơi), Thất ai thi (七哀詩; bảy nỗi buồn than),...
GS Nguyễn Khắc Phi đánh giá:
Thơ Tào Thực có số lượng khá nhiều, nghệ thuật khá cao, ngôn từ điêu luyện, phong vị dân ca đậm đà, song nội dung không sâu sắc bằng những bài thơ tiêu biểu của một số thi nhân cùng thời, như Trần Lâm (?-217), Vương Xán (177-217) và Thái Diễm (177-?)...có một vị trí nhất định trong sự phát triển của lịch sử văn học Trung Quốc. Đó là tia hồi quang của một giai đoạn lịch sử đầy biến động khi những phe phái quân phiệt xâu xé nhau trên cái nền sụp đổ của triều Hán, gây cho nhân dân Trung Quốc biết bao thảm họa.
Ngoài ra, Tào Thực còn là một trong những người đầu tiên biết học tập dân ca một cách sáng tạo. Nhờ ông, thơ ngũ ngôn Trung Quốc đã phát triển đến độ thành thục.
Bàn về quan niệm văn chương của Tào Thực và Tào Phi, nhà văn Nguyễn Hiến Lê viết:
Tào Phi và Tào Thực, là hai anh em ruột mà tính tình và đời sống trái nhau hẳn. Tào Phi làm Hoàng đế, chỉ cho văn chương mới là sự nghiệp lớn, đáng lưu truyền lại thiên thu; còn phú quý, công danh hễ chết là hết. Tào Thực, ngược lại, cho văn chương là nghề mọn mà sự lập công mới đáng trọng. Trong một lá thư gửi bạn, ông thố lộ nỗi lòng, đại ý nói: "Tôi tuy bạc đức, cũng gắng sức giúp nước, để ân huệ cho dân, chứ không muốn lấy công việc bút mực làm công lao, lấy từ phú làm hơn người".
Mặc dù cho văn chương là nghề mọn, nhưng cũng theo Nguyễn Hiến Lê thì: 
Tào Thực xứng đáng là đệ nhất thi nhân trong hai đời Tần Hán và là người mở đường cho lối thơ diễm lệ đời Lục Triều. Thơ của ông đặc sắc vì lời rất điêu luyện, có nhạc, có đối mà vẫn tự nhiên, đủ văn vẻ lẫn chất phác.
Danh sĩ Tạ Linh Vận (謝靈運) thời Đông Tấn cũng đã hết sức khen ngợi Tào Thực: 
Văn chương trong thiên hạ có cà thảy một thạch (tức 10 đấu), riêng Tử Kiến (Tào Thực) đã chiếm hết 8 rồi.
So sánh vai trò và tài năng của Tào Thực trên văn đàn, Nguyễn Hiến Lê viết: 
Thời Kiến An, ba cha con là Tào Tháo, Tào Phi, Tào Thực, làm lĩnh tụ trên thi đàn. Tháo có giọng trầm hùng. Phi thì sầu, nhã. Thực, đa tài hơn cả; thơ vừa diễm lệ, vừa lâm ly và cao kỳ. Đến năm 232, Tào Phi và Tào Thực đều đã chết hết, văn đàn rực rỡ thời Kiến An cũng rã tan theo.

## Giai thoại về mối tình với chị dâu[1]
Năm 658, Lý Thiện, một văn học gia đời Đường, làm chú giải sách "Văn Tuyển" có viết như sau:
"Đông A Vương (Tào Thực) cuối đời nhà Hán muốn lấy con gái Chân Dật (tức Chân thị) nhưng không tọai nguyện. Khi Tào Tháo hồi binh, đem Chân thị gả cho Ngũ Quan Trung Lang Tướng Tào Phi, khiến cho Tào Thực hết sức bất bình. Ngày đêm tơ tưởng, đến bỏ cả ăn ngủ.
Sau khi Chân thị chết được hai năm, đến năm Hoàng Sơ tứ niên, tức năm 223, Tào Thực đến Lạc Dương để triều kiến Ngụy Văn Đế Tào Phi.Phi có lẽ như hối hận, sai con là Thái Tử là Tào Duệ, người con do Chân thị sinh ra, mở tiệc và bồi tiếp Tào Thực. Tào Thực nhìn thấy cháu, tưởng nhớ đến Chân Thị, lòng đau xót miên man. Bất giác rơi lệ.
Sau bữa ăn, Tào Thực được Tào Phi ban cho di vật của Chân thị. Đó là một chiếc gối đầu có dát ngọc và đai bằng vàng. Tào Thực mang chiếc gối đầu của người Chân Thị trở về phong địa của mình. Trên đường về, Thực đậu thuyền bên bờ sông Lạc Thủy. Nhân vì lòng quá bi thống thương nhớ Chân thị, lại thêm đường trường lao lụy mệt mỏi, thần trí mông lung hoảng hốt, đứng ngồi không yên, Tào Thực bỗng mơ màng cảm thấy bóng Chân thị yểu điệu thướt tha từ xa lướt gió xuất hiện, nói: "Lòng thiếp vốn phó thác cho chàng, mà không được tọai nguyện. Chiếc gối đầu này là của thiếp mang theo khi lấy Ngũ Quan Trung Lang Tướng (chức của Tào Phi khi chưa cướp ngôi nhà Hán), nay xin hiến tặng chàng". Sau đó nàng sai người đem châu báu tặng cho Thực. Thực cũng đem ngọc bội tặng lại. Rồi cùng nhau hoan lạc. Cả hai vừa xót xa vừa bi thống. Xong thì biến đi.
Lúc Tào Thực hoảng hốt tình dậy. Té ra chỉ là một giấc Nam Kha. Khi về đến phong địa của mình ở Chân Thành, hình ảnh tao ngộ trong mộng với Chân thị bên bờ sông Lạc Thủy vẫn còn làm cảm kích, tâm hồn, đầu óc Tào Thực, lại thêm văn tứ dồi dào, nhân thế, Tào Thực mới viết «Cảm Chân Phú 感甄賦».
Về sau, Ngụy Minh Đế Tào Duệ, con của Chân Thị, lên nối nghiệp Tào Phi, tránh tiếng cho mẹ, mới đổi «Cảm Chân Phú» thành «Lạc Thần Phú  洛神賦».
Từ bài viết của Lý Thiện, người đời sau mới đặt thành nghi vấn Tào Thực vì quá yêu Chân Thị mà viết «Lạc Thần Phú».

## Thất bộ thi
Khi Ngụy vương Tào Tháo qua đời khi 66 tuổi, Thế tử Tào Phi kế vị làm Ngụy vương và giữ tiếp chức Thừa tướng tiếp quản mọi quyền hành của Tào Tháo. Sau này Tào Phi soán Hán trở thành Nguỵ đế, có người cáo giác Lâm Tri hầu Tào Thực thường xuyên uống rượu mắng người, lại giam cả sứ giả do Tào Phi cử tới. Tào Phi lập tức cử người tới Lâm Tri bắt Tào Thực đem về Nghiệp Thành hỏi tội.
Vương thái hậu Biện Thị nghe tin, cuống quýt sợ hãi chạy đến xin hộ Tào Thực, mong Tào Phi nghĩ tình anh em cùng mẹ mà khoan thứ.
Tào Phi gọi Thực tới mắng: "Ta với ngươi tuy tình là huynh đệ nhưng nghĩa là quân thần, nếu không kính nể Thái hậu thì ta quyết không tha cho ngươi. Xưa nay ngươi vẫn cậy tài, vậy hôm nay để chuộc lỗi ngươi hãy đứng trước ba bảy bước tiến về phía ta. Hết bảy bước chân, nếu không làm xong bài thơ thì ta sẽ xử không tha. Trong lời thơ, ngươi không được nhắc gì tới hai chữ huynh đệ và nhắc tới chuyện hôm nay. Ngươi có làm được không?".
Tào Thực xụp lạy nói: "Xin tuân mệnh". Sau đó, lùi xa bảy bước và ung dung tiến lên. Biện thị và các thị thần xung quanh chăm chú nhìn Tào Thực, phập phồng lo sợ. Tào Thực đi lên. Một bước, hai bước, ba bước... vẫn chưa đọc được gì. Mọi người, nhất là Biện thị càng lo thắt ruột. Bỗng dưng Thực ngẩng cao đầu, sang sảng đọc:
| 七步詩 ... 煮豆持作羹。 煮豆然豆萁. 漉豉以為汁。 豆在釜中泣 萁在釜下然。 本是同根生 豆在釜中泣， 相煎何太急。 本自同根生， 相煎何太急。 | Thất bộ thi ... Chử đậu trì tác canh, Lộc thị dĩ vi trấp, Cơ tại phủ há nhiên. Đậu tại phủ trung khấp, Bản tự đồng căn sinh, Tương tiễn hà thái cấp. | Bài thơ bảy bước ... Đun đậu nấu làm canh, Lọc đậu để lấy nước. Cành đậu đốt ở dưới nồi, Hạt đậu ở trong nồi khóc. Vốn từ một gốc sinh ra, Sao lại thiêu đốt nhau khốc liệt như vậy? |

Từ bước thứ tư tới bước thứ bảy, mỗi bước đọc xong một câu thơ. Ý thơ khiến Tào Phi cũng phải trào nước mắt, ân hận làm ba mẹ con ôm nhau khóc. Mọi người vừa xúc động, vừa vui mừng cảm phục tài năng mẫn tiệp của Tào Thực.
Dù vậy, Tào Phi vẫn giáng tước Lâm Truy hầu (临淄侯) của Thực và giáng xuống một tước thấp hơn, về đất phong ở xa kinh thành.
Câu chuyện Thất bộ thi của Tào Thực trở thành một giai thoại trong lịch sử văn học Trung Quốc và được truyền tụng.

## Gia đình
- Thân phụ: Ngụy Thái Tổ Vũ Đế Tào Tháo.
- Thân mẫu: Vũ Tuyên hoàng hậu Biện thị (武宣皇后卞氏), thứ thất của Tào Tháo.
- Vợ:

1. Thôi thị (崔氏), con của anh trưởng Thôi Diễm. Theo Ngụy Tấn thế ngữ (魏晋世语), bà hay mặc trang phục diễm lệ, quá sức xa hoa, Tào Tháo thấy được buộc tội vào lệnh cấm, bị buộc về nhà mẹ đẻ.
2. Tạ thị (某氏), sau thành Đông A vương phi (东阿王妃).

- Con cái:

1. Tào Kim Hồ (曹金瓠), con gái lớn, chết sớm, tên xuất hiện trong bài thơ Kim Hồ ai tử (金瓠哀辭) của Tào Thực.
2. Tào Hành Nhữ (曹行女), con gái út, chết sớm, tên xuất hiện trong bài thơ Hành Nữ ai tử (行女哀辭) của Tào Thực.
3. Tào Miêu (曹苗), phong Cao Dương Hương công (高陽鄉公), tên xuất hiện trong tác phẩm Phong nhị tử vi công tạ ân chương (封二子為公謝恩章) của Tào Thực.
4. Tào Chí (曹志; ? - 288), phong Mục Hương công (穆鄉公), sau cải Tế Bắc vương (濟北王). Đời Tây Tấn, dời làm Quyền Thành công (鄄城公), giữ chức Tán kỵ Thường thị, Quốc tử Bác sĩ, Thiên Tế tửu.